# (3768) Monroe
(3768) Monroe est un astéroïde de la ceinture principale.

## Description
(3768) Monroe est un astéroïde de la ceinture principale. Il est découvert par Cyril V. Jackson le 5 septembre 1937 à Johannesbourg (Afrique du Sud). 
Ses désignations provisoires sont 1937 RB, 1969 MC, 1975 RW, 1978 EJ5, 1981 UB20, 1983 CZ3 et 1988 AD. 
Il présente une orbite caractérisée par un demi-grand axe de 3,09 UA, une excentricité de 0.211 et une inclinaison de 14,00° par rapport à l'écliptique.
Il est nommé en hommage à Marilyn Monroe, actrice et chanteuse américaine.

## Compléments